# Coraster
Coraster is een geslacht van uitgestorven zee-egels uit de familie Aeropsidae.

## Soorten
- Coraster ansaltensis Moskvin & Poslavskaya, 1959 †
- Coraster caucasicus Moskvin & Poslavskaya, 1959 †
- Coraster cubanicus Moskvin & Poslavskaya, 1959 †
- Coraster deleaui Lambert, 1938 †
- Coraster frechi Bohm, 1927 †
- Coraster manuelitae Sánchez Roig, 1952 †
- Coraster vilanovae Cotteau, 1886 †